# Per Svenson (författare)
Per Svenson, född 14 oktober 1941 i Kalmar, är en svensk författare och översättare från danska. Han har skrivit dikter, romaner och dramer. Som översättare har han framför allt ägnat sig åt Klaus Rifbjergs och Henrik Nordbrandts poesi. 
Per Svenson är gift med Anna Svenson som han översatt böcker tillsammans med.

## Böcker
- Fem äventyr (Lund: Officina Bucolina, 1965)
- Celi Greenburg: en kärleksroman (Bonnier, 1966)
- En handling mellan bror och syster: drama (Bonnier, 1967)
- Vid Kina slott (Lund: Poesiförlaget, 1971)
- På spegeldäcket (Norstedt, 1981)
- Smello eller Genom doftglaset (Norstedt, 1983)
- Holländsk sångbok (ellerströms, 1985)
- Mishima och snön (ellerströms, 1987)
- Greensleeves återkomst: om James Joyces Chamber music (James Joyce Society of Sweden and Finland, 1987)
- Den grønne sjæl: en studie i Klaus Rifbjergs poesi (Den gröna själen) (oversættelse: Gerd Lütken) (Kimære, 1989)
- Oxford grey (ellerströms, 1992)
- Den blå rosens namn: dikter (ellerströms, 1993)
- Den gröna själen: essayer (ellerströms, 2001)
- Ritten över Bodensjön: studier i Lars Gustafssons poesi (tillsammans med Lars Gustaf Andersson) (Lund: Art Factory, (2008)
- Zeitya eller obegränsningen (Hägglund, 2009)
- Tidblad-variationerna (Edition Tegnér, 2013)
- Köpenhamnsdikter (Edition Tegnér, 2014)
- Budapest Poems (Edition Tegnér, 2016)

## Översättningar
- Klaus Rifbjerg: Och andra dikter (Bonnier, 1978)
- Klaus Rifbjerg: Dikter från Amager (Amagerdigte) (FIB:s lyrikklubb, 1983)
- Klaus Rifbjerg: Stadens tveljus (Byens tvelys) (Bonnier, 1987)
- Henrik Nordbrandt: Guds hus (Guds hus) (ellerströms, 1988)
- Henrik Nordbrandt: Violinbyggarnas stad (Violinbyggernes by) (ellerströms, 1990)
- Klaus Rifbjerg: Kriget: en diktcykel (Krigen) (översatt tillsammans med Anna Svenson) (Bonnier, 1994)
- Kirsten Hammann: Vera Winkelvir: roman (Vera Winkelvir) (Leander Malmsten, 1994)
- Henrik Nordbrandt: Stoftets tyngd (Støvets tyngde) (översatt tillsammans med Anna Svenson) (ellerströms, 2001)
- Klaus Rifbjerg: Jazz-oratorium: i den lille by (Jazz-oratorium) (Kolibri, 2003)
- Mónika Mesterházi & Anna Szabó T.: Två ungerska poeter (tillsammans med Anna Svenson) (Lund: Art Factory, 2008)